# 新本川

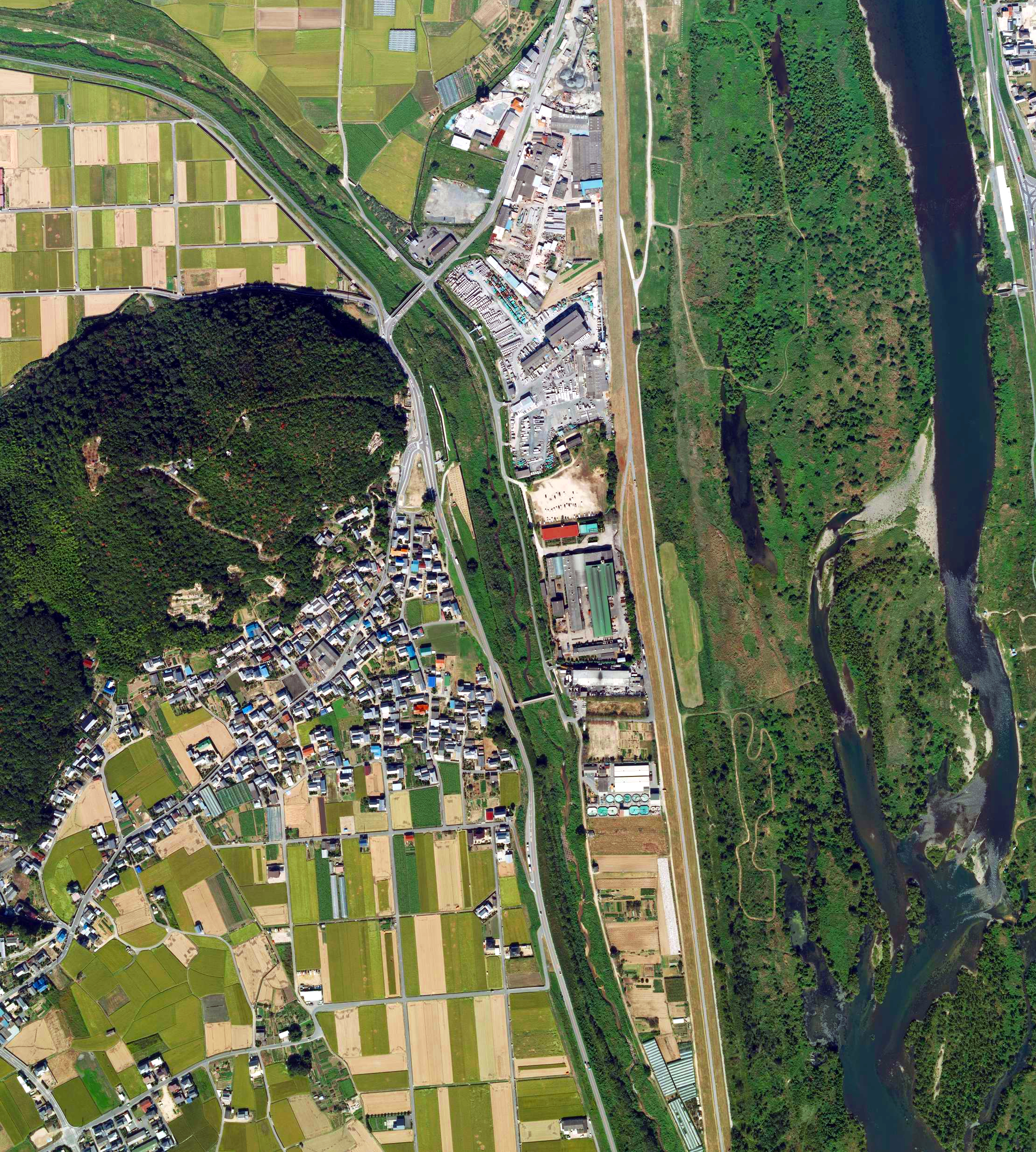
右が高梁川、左から合流するのが新本川

新本川（しんぽんがわ）は、岡山県総社市および倉敷市真備町を流れる一級河川。総社市新本地内を東に流れ、高梁川に合流し、延長は11.9km。

## 概要
高梁川の支流の一つで、総社市西部を流域とする。総社市新本地区と矢掛町との境界付近の山中に源流を持つ。源流から東流し、新本・山田・久代・神在に広い氾濫原を形成、神在地区で南東方向に流れを変え、伊予部山東端を流れ、真備町の川辺橋付近で高梁川と合流し、瀬戸内海へと至る。
流域は砂防指定地が多く、古来は洪水の害が絶えず、たびたび治水・改修工事が行われていた。1781年（天明元年）には大洪水によって死者19名をだしている（総社市新本池田にはこれを供養する「流れ地蔵」が建立されている）。昭和51年9月洪水や昭和60年5月洪水でも浸水被害があり、平成28年にも川幅を拡張する工事が県によって実施されている。
古代においては流域は一大製鉄地であったとされ、大規模な製鉄跡の遺跡が発掘されている他、古墳も多く発掘された。

## 主な支流
- ハザ谷川 - 久代
- 黒谷川 - 久代
- 山田川 - 山田
- 津梅川 - 新本
- 観世川 - 新本